# 아르메니아윗수염박쥐
아르메니아윗수염박쥐 또는 하야스탄윗수염박쥐(Myotis hajastanicus)는 애기박쥐과 윗수염박쥐속에 속하는 박쥐이다. 이전에는 윗수염박쥐의 일부로 포함되었지만, 2000년에 형태학적 비교를 통해서 별도의 종으로 인정되었다.

## 보전 상태
두 번의 탐사에도 불구하고 1980년대 이후 아르메니아윗수염박쥐가 발견된 기록이 없으며, 오직 아르메니아 세반호 유역에서만 발견되었다. 수컷이 발견된 기록이 없고, 멸종된 것으로 추정된다. 추가 조사를 통해 멸종이 확실해질 때까지 아르메니아윗수염박쥐를 IUCN 적색 목록에서 "멸종위급종"으로 분류하고 있다. 멸종 위험 상태 때문에 멸종 제로를 위한 연대에서 가장 위험 멸종 위기종 목록으로 지정하고 있다.

## 같이 보기
- 윗수염박쥐